# Ernst von Walterskirchen
Ernst Wilhelm Nikolaus Georg Gregor Johannes Nepomuk Felix Moritz Edler Herr von Walterskirchen, Freiherr zu Wolfsthal (* 5. Dezember 1829 in Preßburg; † 19. April 1891 ebenda) war ein österreichischer Gutsbesitzer und Politiker.

## Leben
Ernst von Walterskirchen entstammte dem erbländisch-österreichischen rittermäßigen Adelsgeschlecht von Walterskirchen, das 1643 in den österreichischen Freiherrnstand erhoben worden war, und war der Sohn des Georg Wilhelm von Walterskirchen, Freiherr zu Wolfsthal (1796–1865), 8. Fideikommissherr auf Wolfsthal, Berg, Hundsheim und Pottenburg sowie Mitglieds des österreichischen Reichsrat und Abgeordneter des österreichischen Landtags, und der Ida Gräfin von Fries (1811–1868).
Walterskirchen war der 9. Fideikommissherr auf Wolfsthal, Berg, Hundsheim und Pottenburg. Er war von 1848 bis 1851 Offizier, danach bis 1861 als Diplomat in Bern, Karlsruhe, Hannover und Berlin tätig. Anschließend bewirtschaftete er seine Güter und war 1867/68 Abgeordneter des Großgrundbesitzes im Niederösterreichischen Landtag.
Der k.u.k. Kämmerer erhielt am 9. Januar 1884 den erblichen Sitz im Herrenhaus des österreichischen Reichsrats.
Walterskirchen heiratete am 24. April 1861 in Gerla Barbara Gräfin von Wenckheim (* 30. Dezember 1838 in Mailand; † 27. Dezember 1929 in Wolfsthal). Das Ehepaar hatte sechs Söhne und drei Töchter.